# Tóc ngắn
Tóc ngắn là bất kỳ kiểu tóc nào có độ dài ít. Nó có thể thay đổi từ trên tai đến dưới cằm. Nếu tóc của đàn ông chạm đến cằm, nó có thể không được coi là ngắn. Đối với phụ nữ, tóc ngắn có thể thay đổi từ sát đầu đến ngay trên vai. Điều này khác nhau giữa các nền văn hóa, ở các xã hội truyền thống hơn ở Đông Âu, Châu Á và thế giới Hồi giáo, tóc ngắn ở phụ nữ có nghĩa là bất cứ điều gì ngắn hơn chiều dài ngực với chiều dài ngực đến khuỷu tay được coi là trung bình -dài. Tuy nhiên, trong các xã hội tiến bộ hơn với các chuẩn mực giới tính ít có cấu trúc hơn, kiểu bob cổ điển được coi là trung bình, trong khi "tóc ngắn" dùng để chỉ kiểu tóc pixie và các kiểu tóc tương tự. Các kiểu tóc ngắn khác nhau bao gồm kiểu tóc bob, kiểu tóc crop và kiểu tóc pixie.